# جی-۲۵۰ ایگل
جی-۲۵۰ ایگل (به انگلیسی: G-250 Eagle) یک بالگرد ایتالیایی بسیار سبک ساخت شرکت جی‌اچ‌تی است. این بالگرد در شهر آپریلیا ایتالیا تولید می‌گردد.
این بالگرد دارای کابین تمام شیشه‌ای و اویونیک و سامانه موقعیت‌یاب جهانی پیشرفته است. قیمت تمام شده این محصول ۴۴۰ هزار یورو می‌باشد.